# Eliza Lynch

Eliza Alice Lynch Lloyd (Cork, Ierland, 19 november 1833 - Parijs, Frankrijk, 25 juli 1886) was een Ierse vrouw en de maîtresse van Francisco Solano López, president van Paraguay.
Zij werd "een ambitieuze courtisane" genoemd, die de rechtmatige troonopvolger van de regering van Paraguay, Francisco Solano López, verleidde, wat hem veranderde in een bloeddorstige dictator. Al die beschuldigingen maakten deel uit van de propaganda-oorlog tijdens de Oorlog van de Drievoudige Alliantie, door de vijandige partijen en zijn niet onderbouwd. Tegenwoordig wordt ze beschouwd als een nationale heldin van Paraguay.

## Vroege leven
Zij werd geboren als Eliza Alicia Lynch in County Cork, Ierland. Zij was de dochter van John Lynch, MD. (haar vader) en Jane Clarke Lloyd (haar moeder, die afkomstig was uit een familie van officieren van de Royal Navy). Ze emigreerde op haar tiende met haar familie naar Parijs om te ontsnappen aan de Ierse hongersnood. Op 3 juni 1850 trouwde zij met Xavier Quatrefages, een Franse officier die kort daarna werd gepost op Frans Algerije. Ze vergezelde hem, maar op achttienjarige leeftijd, vanwege de verslechterende gezondheid, keerde ze terug naar Parijs om bij haar moeder te wonen. Met dank aan een paar toevallige introducties, kon ze in de elite cirkel rondom prinses Mathilde Bonaparte komen en stelde snel zichzelf op als een courtisane.
Eliza Lynch werd beschreven als iemand met een junoesque -figuur, goudblond haar en een provocerende glimlach. Het waren misschien juist die eigenschappen die een bezoeker uit Zuid-Amerika een jaar na haar terugkeer in Frankrijk aansprak. Het was in 1854 dat Eliza Lynch generaal Francisco Solano López, zoon van Carlos Antonio López, de president van Paraguay ontmoette. De jonge generaal, in opleiding bij het Napoleontische leger, beschouwde de belangen van zijn land vooral als fundamentele redenen voor zijn Europese reis. Lynch en López zouden echter een relatie beginnen die ertoe leidde dat het stel datzelfde jaar naar Paraguay terugkeerde.

## Paraguay

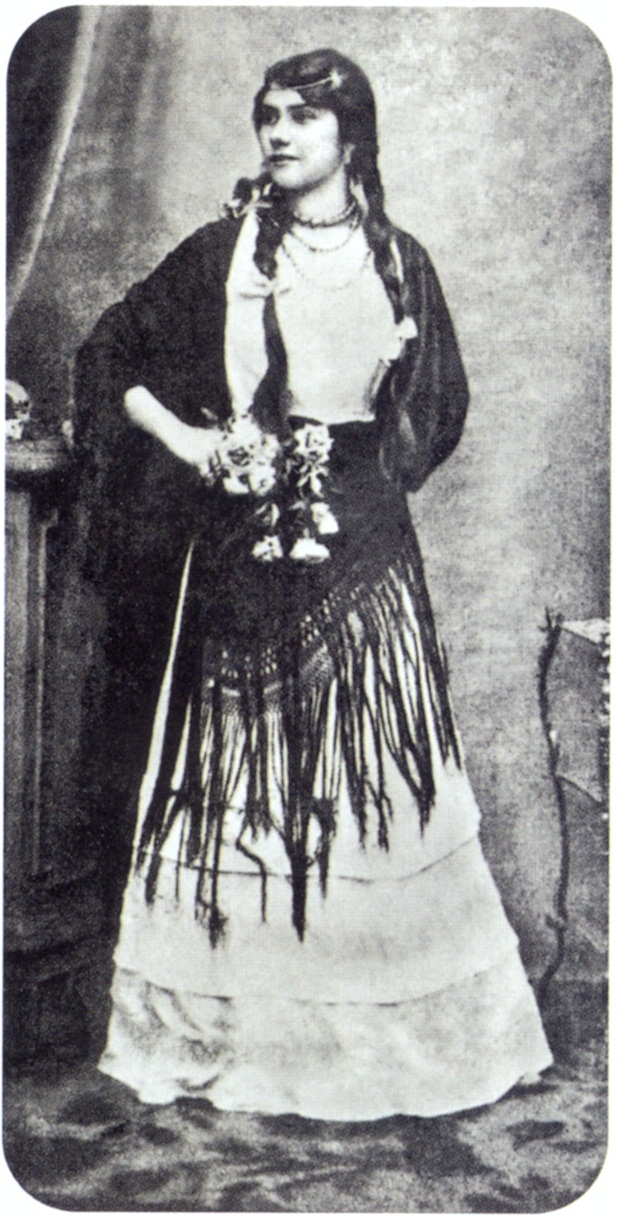
Lynch rond de leeftijd van 20, c.1855

Eenmaal in Paraguay werd Eliza Lynch de partner van López en schonk hem in totaal zes kinderen. De oudste van hen, Juan Francisco "Panchito" López werd geboren in Asuncion in 1855. Het laatste kind, Leopoldo, werd geboren in 1867 in het midden van de Paraguayaanse oorlog en stierf kort daarna aan dysenterie, als gevolg van de slechte omstandigheden aan het front.
Nadat López in 1862 stierf werd zijn zoon F.S. López zijn opvolger als president. Eliza werd toen de de facto first lady, hoewel zij en López nooit waren getrouwd. Eliza Lynch zou de volgende vijftien jaar de machtigste vrouw van het land zijn. Haar huwelijk met Quatrefages werd nietig verklaard vanwege het feit dat het niet aan de wettelijke verplichtingen voldeed (hij had geen toestemming gekregen om te trouwen van zijn bevelvoerende officier en ze hadden geen kinderen samen ). Dit wordt ondersteund door zijn hertrouwen in 1857, een huwelijk waarvan hij kinderen kreeg.
Ze wordt betwist waarom Lopez zo ambitieus was. In een boek dat ze schreef in 1876 terwijl ze in Buenos Aires was met de titel  "Exposición." Protesta que hace Elisa A. Lynch " (Expositie, protest gemaakt door Elisa A. Lynch)  zegt Lynch dat ze eigenlijk geen kennis had van en zich niet bemoeide met politieke aangelegenheden, maar haar tijd tijdens de oorlog wijdde aan het helpen van de gewonden en de ontelbare families die López volgden waar hij ook ging.

### Slag om Cerro Corá
Lynch volgde López gedurende de hele oorlog en leidde een groep vrouwen genaamd "Las Residentas", bestaande uit soldatenvrouwen, dochters en anderen, die de soldaten steunden. Het was in deze rol dat ze in Cerro Corá kwam op 1 maart 1870 toen López uiteindelijk werd vermoord.
Nadat Braziliaanse troepen López hadden gedood, gingen ze op weg naar de burgers om hen gevangen te nemen. De oudste zoon van López en Lynch, Juan Francisco, die tijdens de oorlog tot kolonel was bevorderd en vijftien jaar oud was, was bij Lynch. De Braziliaanse officieren zeiden hem zich over te geven en hij antwoordde "Un coronel paraguayo nunca se rinde" (een Paraguayaanse kolonel geeft zich nooit over) Hij werd neergeschoten en gedood door de geallieerde soldaten. Hierbij riep Lynch, na het lichaam van haar zoon bedekt te hebben, "¿Ésta es la civilización que han prometido?" (Is dit de beschaving die jullie hebben beloofd?) (verwijzend naar de bewering van de geallieerden dat zij van plan waren Paraguay te bevrijden van een tiran en bevrijding en beschaving aan de natie te geven). Ze begroef toen zowel López als haar zoon met haar blote handen voordat ze gevangen werd genomen.

## Leven na de oorlog en dood

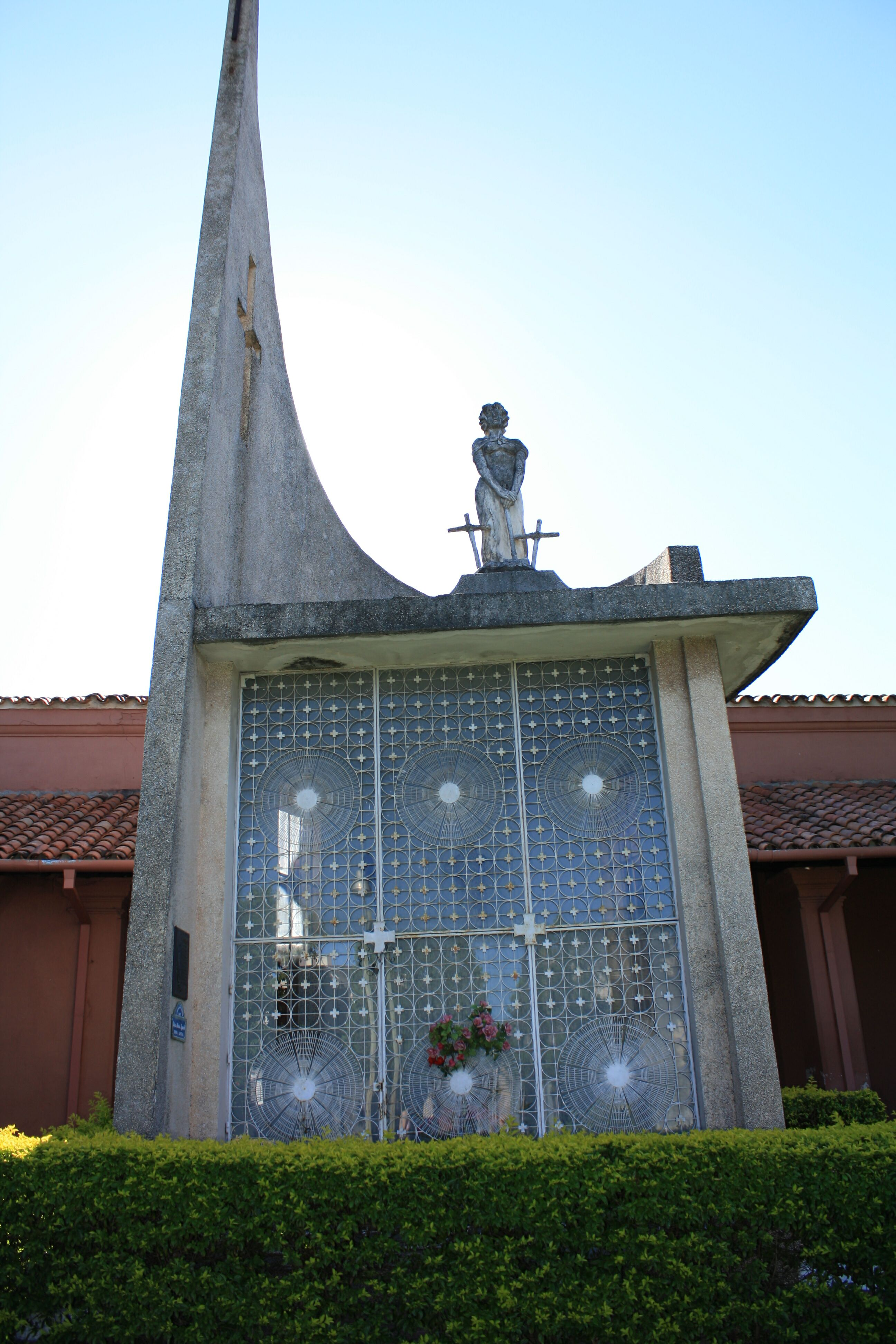
Graftombe van Eliza Alicia Lynch op de begraafplaats Recoleta in Asuncion

Nadat ze gevangen was genomen, werd ze aan boord genomen van een schip genaamd de Princesa in Asunción, waar ze uit de natie werd verbannen door de nieuw opgerichte voorlopige regering, gevormd door Paraguayanen die hadden gevochten ten gunste van de geallieerden en tegen het leger van López. Ze keerde terug naar Europa met haar overgebleven kinderen. Na vijf jaar, en onder beloften van de toen verkozen Paraguayaanse president Juan Bautista Gill dat ze gerespecteerd zou worden, besloot ze terug te keren naar Paraguay om zich daar te vestigen en haar vroegere bezittingen te claimen. Bij aankomst werd ze door president Gill permanent uit het land gezet en verbannen. Het was tijdens deze gebeurtenissen dat ze haar boek schreef.
Eliza Lynch stierf op 25 juli 1886 in vergetelheid in Parijs. Meer dan honderd jaar later werd haar lichaam opgegraven en teruggebracht naar Paraguay, waar de dictator generaal Alfredo Stroessner haar tot een nationale heldin verklaarde. Haar stoffelijk overschot bevindt zich nu op de nationale begraafplaats "Cementerio de la Recoleta".

## Nalatenschap en historische perceptie
Sommige mensen, vooral in Groot-Brittannië, zijn van mening dat Eliza Lynch verantwoordelijk was voor het aanmoedigen van Francisco Solano López om de Paraguayaanse oorlog te beginnen. Tijdens haar tijd als First Lady introduceerde Lynch veel Europese gebruiken in de Paraguayaanse samenleving en was ze grotendeels verantwoordelijk voor de introductie van sociale evenementen en clubs. Ze wordt beschouwd als een prominent figuur tijdens de oorlog wegens haar steun aan de troepen en haar bereidheid bij López te blijven tot het bittere einde. Ze introduceerde ook de protocoldiners met de ambassadeurs en gaf opdracht om verschillende nummers te componeren als London Karape. Deze muziek blijft tot nu toe bestaan. Ze transformeerde de Paraguayaanse vrouw in haar manier van kleden en denken. Lynch staat bekend als Madam of Madama Lynch in Paraguay vanwege haar Europese afkomst, het feit dat ze nooit met López is getrouwd en de implicaties van haar verleden als courtisane.

## Eliza Lynch in literatuur

### Non-fictie
- Siãn Rees (2004). The Shadows of Elisa Lynch. ISBN 0-7553-1115-9.
- Een sympathieke biografie die haar geboorteplaats ontdekt is "The Lives of Eliza Lynch" van Michael Lillis en Ronan Fanning (2009) Gill & Macmillan, Dublin. ISBN  978-0717146116
- Een meer fictief leunend anti-Lynch werk, The Empress of South America van Nigel Cawthorne. ISBN  0-09-942809-1
- "Calumnia" La historia de Elisa Lynch y la guerra de la triple alianza door Michael Lillis en Ronan Fanning. Paraguay 2009 (Spaanse vertaling) ISBN  978-99953-907-0-9

### Fictie
Eliza Lynch wordt vaak gezien als de Paraguayaanse voorgangster van de Argentijnse Eva Peron (zonder de ommekeer van aristocratisch elitarisme tot voorvechter van de vertrapten). Vanwege de melodramatische aantrekkingskracht van haar verhaal, werden veel fictieverhalen over haar leven geschreven in die tijd en tot op de dag van vandaag, maar de historische feiten worden enigszins genegeerd en er worden vrijheden genomen om het dramatische effect te maximaliseren. Romans omvatten:
- William Edmund Barrett, Woman on Horseback (1938)
- Graham Shelby, Demand the World (1990)
- Anne Enright, The Pleasure of Eliza Lynch (2003)
- Lily Tuck, The News from Paraguay (2004), dat de National Book Award voor dat jaar won.

Zie ook:
- The Shadows of Eliza Lynch van Sian Rees (Headline Review (6 januari 2003))
- The Empress of South America van Nigel Cawthorne (William Heinemann, Londen 2003).
- Madame Lynch y Solano Lopez door Maria Concepcion Leyes de Chavez. Hoofdartikel "El Lector" 1996 Paraguay. (Spaans)
- Elisa Lynch door Hector Varela. Hoofdartikel "El Elefante Blanco". Argentinië 1997. (Spaans) ISBN  987-96054-8-9
- La Gran Infortunada door Josefina Pla. Ediciones "Criterio" Paraguay 2007. (Spaans) oclc176892124
- Madame Lynch and Friend van Alyn Brodsky. Harper and Row Publishers New York 1975. (Engels) ISBN  0-06-010487-2

En verder:
- Visions (1978), toneelstuk van Louis Nowra
- Elisa (2010), ballet in twee aktes, libretto van Jaime Pintos en Carla Castro, muziek van Nancy Luzko en Daniel Luzko. In opdracht van Ballet Municipal de Asuncion
- Pancha Garmendia y Elisa Lynch, opera in vijf aktes van Augusto Roa Bastos. Paraguay 2006. Editorial "Servilibro" (Spaans) ISBN  99925-975-7-7

In de biografische film Eliza Lynch: Queen of Paraguay (2013), werd Eliza Lynch gespeeld door Maria Doyle Kennedy.

## Bron
- Dit artikel of een eerdere versie ervan is een (gedeeltelijke) vertaling van het artikel Eliza Lynch op de Engelstalige Wikipedia, dat onder de licentie Creative Commons Naamsvermelding/Gelijk delen valt. Zie de bewerkingsgeschiedenis aldaar.